# Маэстрелли, Томмазо
Томмазо Маэстрелли (итал. Tommaso Maestrelli, 7 октября 1922, Пиза — 2 декабря 1976, Рим) — итальянский футболист, играл на позиции полузащитника. По завершении игровой карьеры — футбольный тренер.
Выступал за «Бари», «Рому» и «Луккезе-Либертас», а также национальную сборную Италии.
Как тренер стал первым наставником «Лацио», который привел команду к чемпионству. Также тренировал «Луккезе-Либертас», «Бари», «Реджину» и «Фоджу».

## Клубная карьера
Родился 7 октября 1922 года в городе Пиза, но из-за работы своего отца, который был сотрудником государственных железных дорог, в детстве сменил несколько городов проживания, пока в 1935 году, когда ему было тринадцать лет, семья Маэстрелли не перебралась в Бари. Тут Томмазо начал заниматься футболом в местной команде «Бари».
Летом 1938 года венгерский тренер первой команды Йожеф Гинг, перевел Маэстрелли до взрослой команды, когда ему было всего 16 лет. 26 февраля 1939 года в матче против «Милана» (0:3) Томмазо в возрасте 16 лет, 4 месяца и 19 дней дебютировал в Серии А. Этот матч остался для молодого футболиста единственным в том сезоне. В следующем сезоне 1939/40 Маэстрелли продолжил играть за дубль «Бари» почти до конца сезона, вернувшись к основной команде лишь на последние 5 игр, во время которых забил первый гол в высшем дивизионе — в последнем матче лиги против «Фиорентины».
В сезоне 1940/41 проходя военную службу Маэстрелли смог сыграть за команду 18 матчей и забить один гол в чемпионате, в котором «Бари» занял последнее 16 место и вылетел в серию B. В следующем сезоне 1941/42 команда из Апулии, где Маэстрелли стал основным игроком, смогла выиграть второй дивизион и вернуться в элиту, однако ненадолго, в первом же сезоне команда заняла предпоследнее место и должна была снова опуститься во второй дивизион. Но из-за Второй мировой войны следующий турнир не состоялся, а первый послевоенный официальный сезон 1945/46 «Бари» начало в элитном дивизионе, поскольку к участию в турнире в Центральной и Южной Италии в связи с нехваткой в регионе клубов высшего дивизиона было допущено ряд команд Серии B, среди которых был и «Бари». После этого Маэстрелли провел с родной командой ещё два сезона в Серии А, всего приняв участие в 146 матчах чемпионата за все время выступления за клуб.
Своей игрой за эту команду привлек внимание представителей тренерского штаба столичной «Ромы», в состав которой присоединился вместе с одноклубником Марио Тонтодонати летом 1948 года. Отыграл за «волков» следующие три сезона своей игровой карьеры, был капитаном команды, в одном из худших периодов в истории клуба, который завершился единственным вылетом «волков» из Серии А по итогам сезона 1950/51 годов, после чего Маэстрелли перешёл в «Луккезе-Либертас», но также по результатам первого сезона вылетел в серию Б, где и выступал ещё один год, по результатам которого команда заняла последнее место и вылетела в Серию С.
Завершил профессиональную игровую карьеру в родном «Бари». Маэстрелли пришёл в команду в 1953 году, когда она из-за финансовых трудностей она была отправлена в Серию D. За два сезона Маэстрелли поднялся с командой в Серию Б, где также провел два сезона, после чего прекратил выступления на профессиональном уровне в 1957 году.

## Выступления за сборную
В составе сборной был участником футбольного турнира на Олимпийских играх 1948 года в Лондоне, на котором сыграл в одном матче против сборной Дании (3:5) в четвертьфинале.

## Карьера тренера

### «Бари», «Реджина» и «Фоджа»
Первый опыт тренерской работы Маэстрелли получил ещё в 1953 году, когда в течение нескольких матчей занимал пост играющего тренера «Луккезе-Либертас».
Сразу по завершении игровой карьеры в 1957 году остался в родном клубе «Бари», где работал ассистентом у ряда главных тренеров. После увольнения очередного из них, Пьетро Маньи, в октябре 1963 году возглавил родную команду. Под его руководством «Бари» сначала трижды подряд сыграл вничью, после чего победил «Торино», но потом потерпел два поражения 0:2 от «Лацио» и «Сампдории» и в конце ноября Маэстрелли был уволен.
В 1964 году возглавил «Реджину», которая на тот момент играла в третьем по силе дивизионе страны. Он в первый же год вывел команду в Серию B. Это достижение было историческим прорывом для клуба, который никогда не принимал участие во втором дивизионе, а Маэстрелли получил награду как лучший тренер Серии C. В следующем сезонеедва не вывел команду в Серию А, но ничья 0:0 с «Лекко» в последнем туре не позволило команде впервые в истории выйти в элитный итальянский дивизион. После этого Томмазо ещё в течение двух лет тренировал команду, однако они держалась в середине турнирной таблицы.
Следующим клубом в карьере Маэстрелли стала «Фоджа». Под его руководством клуб уверенно выступал в Серии Б и кубке Италии и по итогам сезона 1969/70 завоевал путевку в Серию А. За это Маэстрелли снова был награждён как лучший тренер сезона, только теперь Серии B. Многим болельщикам и специалистам понравился стиль игры команды в Серии A, который был похож на тотальный футбол, который исповедовал в те времена «Аякс», многократно побеждал в чемпионате Нидерландов и в Европе. Вдохновение Маэстрелли черпал именно из разработок Ринуса Михелса. Правда, они не помогли «Фодже», и клуб вылетел по разнице мячей.
Вместе с «Фоджею» в сезоне 1970/71 Серию А покинул и «Лацио». Римляне были заинтересованы в том, чтобы Маэстрелли стал главным тренером клуба. Президент «Фоджи» Антонио Феше не препятствовал переходу и летом Маэстрелли подписал контракт с «Лацио».

### Успех в «Лацио»
Сразу нашлось немало недовольных болельщиков «бьянкочелести», которые не желали чтобы тренировал «Лацио» бывший капитан «Ромы». Отдельные игроки тоже скептически отнеслись к назначению Маэстрелли. Одним из таких был Джорджо Киналья, лидер команды и талантливый нападающий с прямым характером, которого хотели приобрести некоторые клубы. Он — один из немногих футболистов, которые получили вызов в сборную Италии из Серии B. Маэстрелли первым пошёл на контакт, и скоро между ними установились теплые и мирные отношения. Джорджо Киналья был закадычным другом защитника Джузеппе Уилсона, которому Маэстрелли отдал капитанскую повязку. Джузеппе командовал защитой, а Джорджо заправлял действиями в атаке и вокруг них строилась игра. В первом же сезоне под руководством Маэстрелли Киналья стал лучшим бомбардиром Серии B, а «Лацио» вернулся в высший дивизион.
Для удачного выступления в элите «Лацио» требовалось усиление, но клуб имел очень ограниченный бюджет, поэтому состав клуба пополнили Марио Фрусталупи, полузащитник, который сидел в запасе «Интера», Серджо Петрелли из «Ромы», Лучано Ре Чеккони, с которым Маэстрелли работал в «Фодже», Ренцо Гарласкелли из «Комо» (Серия B), вратарь Феличе Пуличи из «Новары» (Серия B). Подавляющее большинство футболистов пришли в «Лацио» из низших дивизионов, несколько игроков имели немного опыта игры в Серии A, однако клуб стал одним из лидеров чемпионата и в сезоне 1972/73 «Лацио» боролся за скудетто до последнего тура. Но в итоге римляне заняли третье место, отстав от чемпиона «Ювентуса» всего на два очка.
Это позволило команде принять участие в еврокубках. Во втором раунде Кубка УЕФА 1973/74 «Лацио» встречался с «Ипсвич Тауном». В первом матче англичане одержали победу 4: 0. В ответном матче «Лацио» имел все шансы отыграться, но отчасти из-за судейские ошибки не смог. «Лацио» победил 4:2, однако не прошёл в следующий этап соревнований. Споры итальянцев вызывали насмешки у англичан, поэтому после матча игроки «Лацио» пошли в раздевалку гостей. Футболисты «Ипсвича» заперлись, но игроки «Лацио» выломали двери и побили англичан. Это был единственный случай, когда Маэстрелли не смог сдержать игроков, а «Лацио» получил дисквалификацию в еврокубках на следующий сезон.
В 1974 году «Лацио» выиграл «скудетто», которое стало первым за 74-х летнюю историю клуба, чего «Лацио» не удавалось даже в 1930-е годы, когда главным болельщиком клуба был Бенито Муссолини. «Лацио» возглавлял турнирную таблицу по ходу сезона. Оставался последний тур, который решал судьбу чемпионства. «Лацио» нужно было побеждать «Фоджу». Некоторые болельщики пришли на «Стадио Олимпико» за десять часов до начала матча. В тот день «Лацио» поддерживали более 80 тысяч зрителей. Победный гол забил Киналья, который с 24 мячами стал лучшим бомбардиром Серии А, а по окончании сезона Томмазо Маэстрелли был признан лучшим тренером Серии А.
В следующем сезоне команда вновь боролась за чемпионство, однако с января по февраль 1975 года Маэстрелли страдал от боли в животе. Тщательное обследование выявило рак печени. Маэстрелли лег в больницу, а «Лацио», которое имело все шансы снова победить в чемпионате, за пять туров до конца осталось без главного тренера. Клуб, возглавляемый ассистентом Маэстрелли Роберто Ловати проиграл чемпионскую гонку, заняв четвёртое место.
В следующем сезоне 1975/76 президент римлян Ленцини продал ряд ключевых футболистов (Нанни, Одди, Фрусталупи) и доверил руководство командой перспективному тренеру Джулио Корсини, которому после девяти туров пришлось бороться за выживание в лиге сильнейших. В это время состояние Маэстрелли улучшилось благодаря экспериментальным лекарствам и он снова занял место у руля «Лацио». В конце чемпионата Маэстрелли уже не мог рассчитывать на Джорджио Киналью, который неожиданно принял решение переехать в США. Маэстрелли доверил футболку с номером 9 молодому воспитаннику по имени Джордано Бруно, и последний не подвел тренера. «Лацио» удалось избежать понижения в классе в последнем туре, сыграв с «Комо» на выезде вничью 2:2. Уступая по ходу матча, римляне смогли избежать поражения, благодаря голам Анри и Бадиани. Положительная разница забитых и пропущенных мячей в этот раз позволила команде Маэстрелли удержаться в Серии А, и вместо них в Серию В вылетел «Асколи», который также добился ничьей в матче против «Ромы» (гол Пеллегрини).
После этого Маэстрелли отправился в двухнедельный отпуск в Абруццо, в Пескаре, в дом своего друга Марио Тонтодонати (бывшего одноклубника в «Баре» и «Роме»), но осенью болезнь вернулась. Тогда Томмазо порекомендовал Ленцини взять на его место Луиса Винисио, а сам стал спортивным директором команды.
28 ноября 1976 года состоялось очередное римское дерби. Маэстрелли слушал репортаж матча по радио. В тяжелой борьбе «Лацио» вырвал победу у «Ромы» благодаря голу Бруно Джордано и прекрасной игре Феличе Пуличи. Вскоре Маэстрелли потерял сознание и 2 декабря умер. Похоронен в кладбище Фламинио в Риме.

## Титулы и достижения

### Как тренера
- Чемпион Италии (1):

«Лацио»: 1973-74

### Личные
- Лучший тренер Италии: 1968-69, 1973-74